# Route 201 (Québec)
Pour les articles homonymes, voir Route 201.
La route 201 (R-201) est une route régionale québécoise d'orientation nord / sud et se situe de part et d'autre du fleuve Saint-Laurent. Elle dessert la région de la Montérégie.

## Tracé
La route 201 débute sur la rive sud du fleuve Saint-Laurent à Franklin, près de la frontière des États-Unis. Elle se dirige par la suite vers Salaberry-de-Valleyfield qu'elle atteint en traversant le canal de Beauharnois en multiplex avec la route 132. Cette section correspond à la route 14 de l'ancien système de numérotation routière. Ensuite, elle forme un court multiplex avec l'A-530 (ancienne A-30) avant de trasverser Salaberry-de-Valleyfield sous le nom de « Boulevard Monseigneur-Langlois », section qui correspond à l'ancienne route 3A. Elle traverse ensuite le fleuve Saint-Laurent par le pont Monseigneur-Langlois et devient une route à accès limité pour 1,5 kilomètre jusqu'à l'A-20. Après un court multiplex avec l'A-20, elle se redirige vers le nord pour se terminer avec l'intersection de la route 342 à Rigaud.

Elle est la seule route de la série 200 à se retrouver en partie sur la rive nord du fleuve Saint-Laurent.

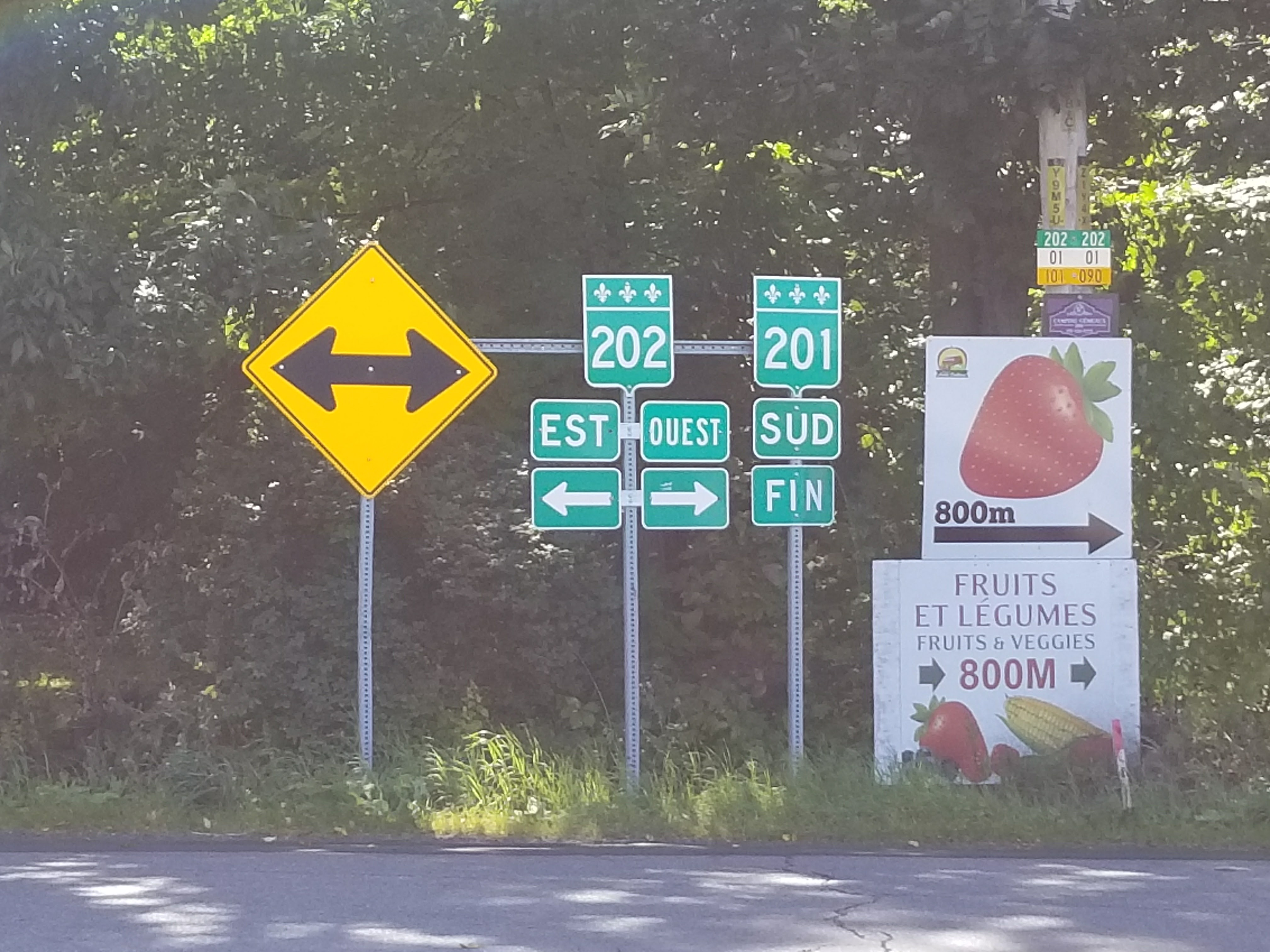
Extrémité sud de la route 201, dans le hameau de Maritana à Franklin.
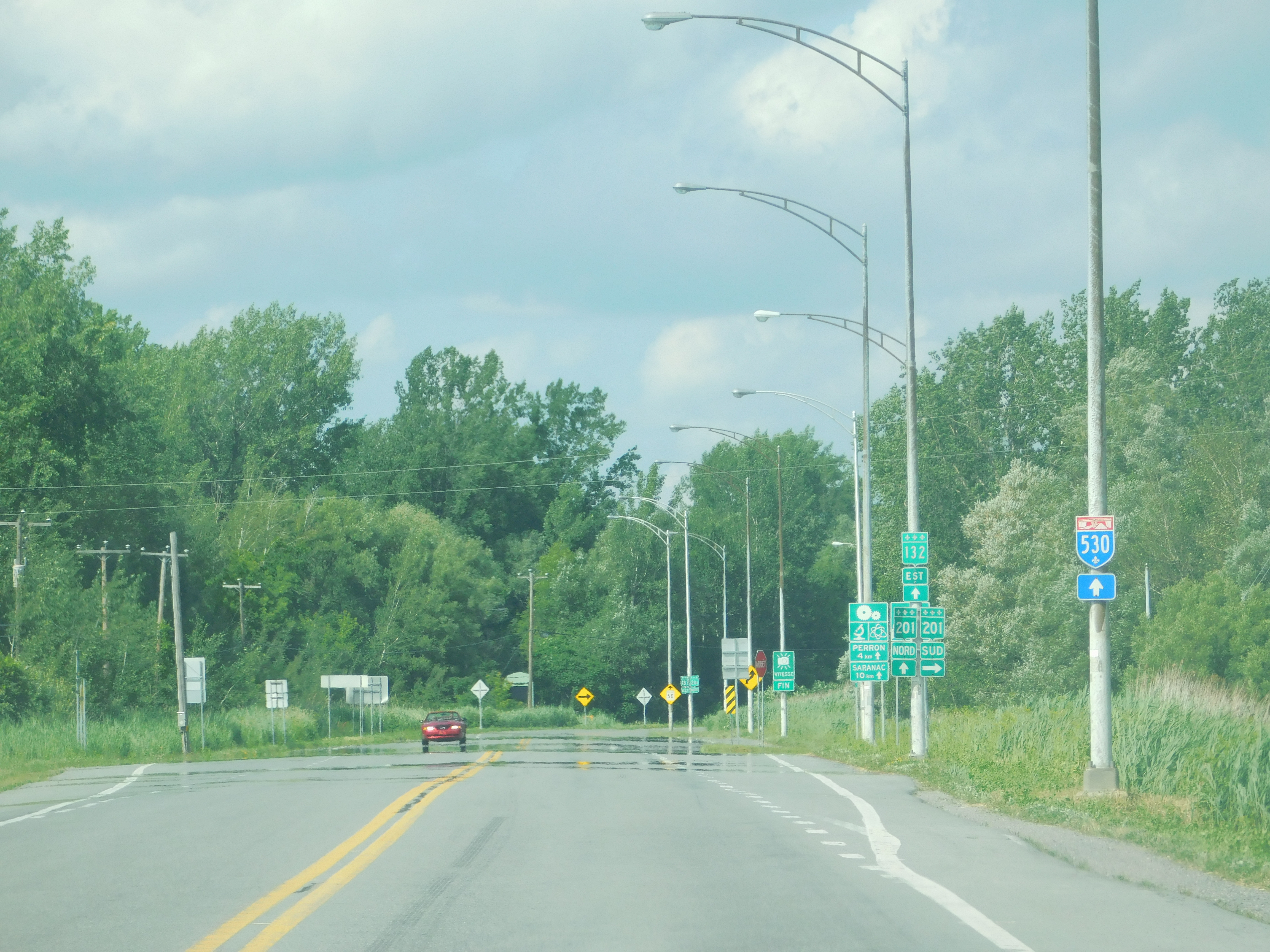
Près de l'intersection avec la route 132 à Saint-Stanislas-de-Kostka.
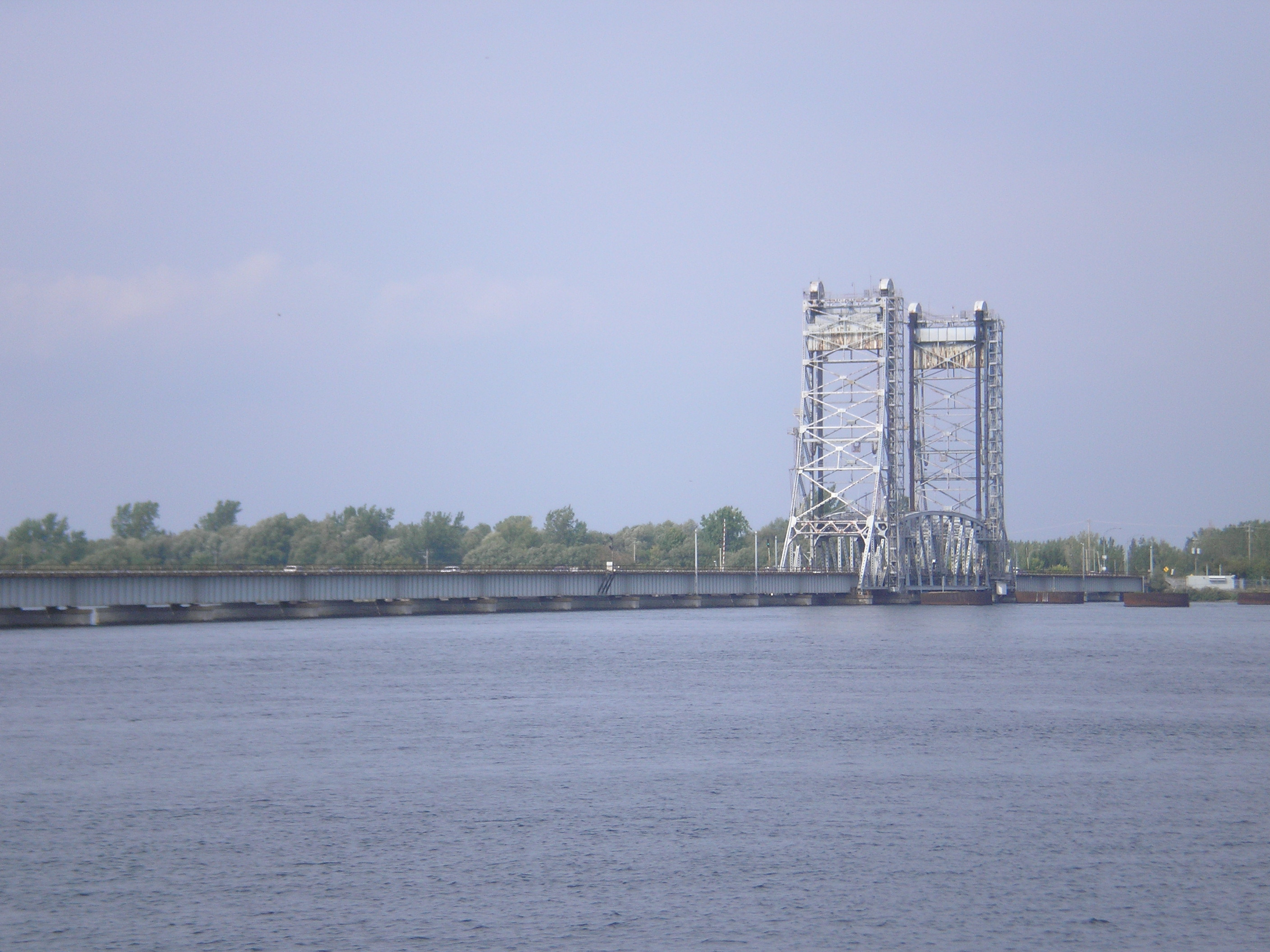
Pont Larocque entre Saint-Stanislas-de-Kostka et Salaberry-de-Valleyfield.
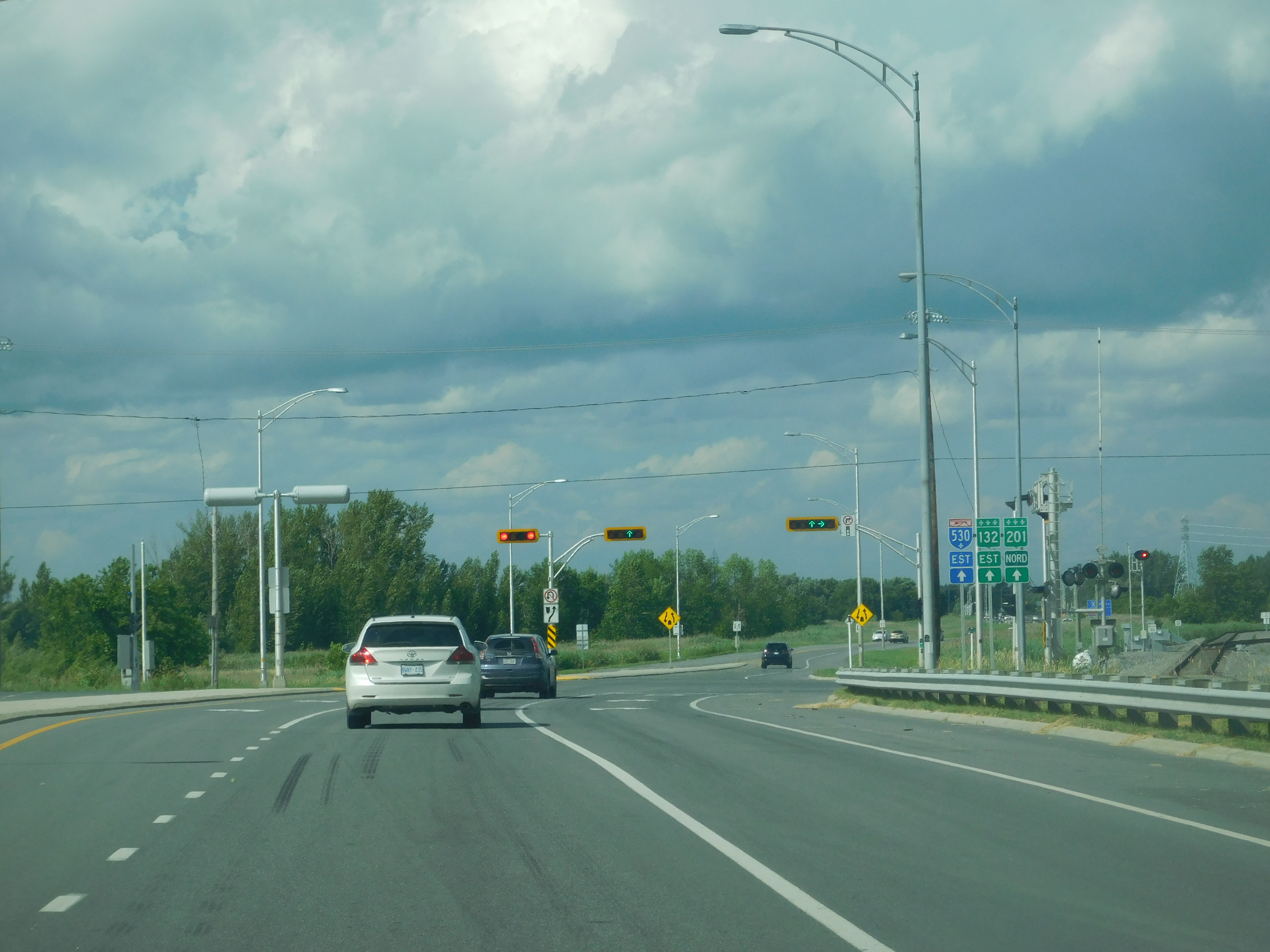
La route 201 partage son itinéraire avec la route 132 et l'A-530 à Salaberry-de-Valleyfield.
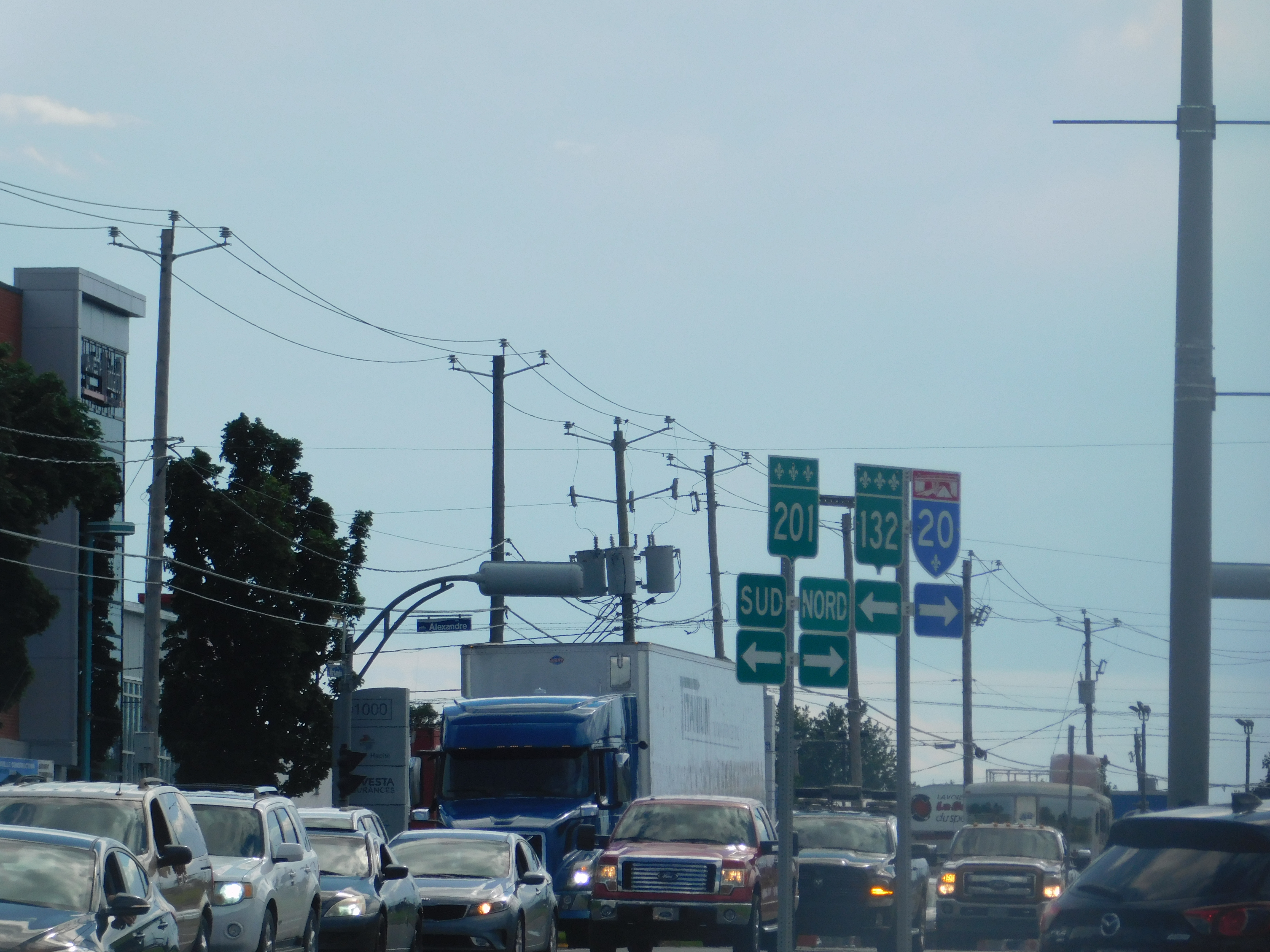
Boulevard Monseigneur-Langlois à Salaberry-de-Valleyfield.
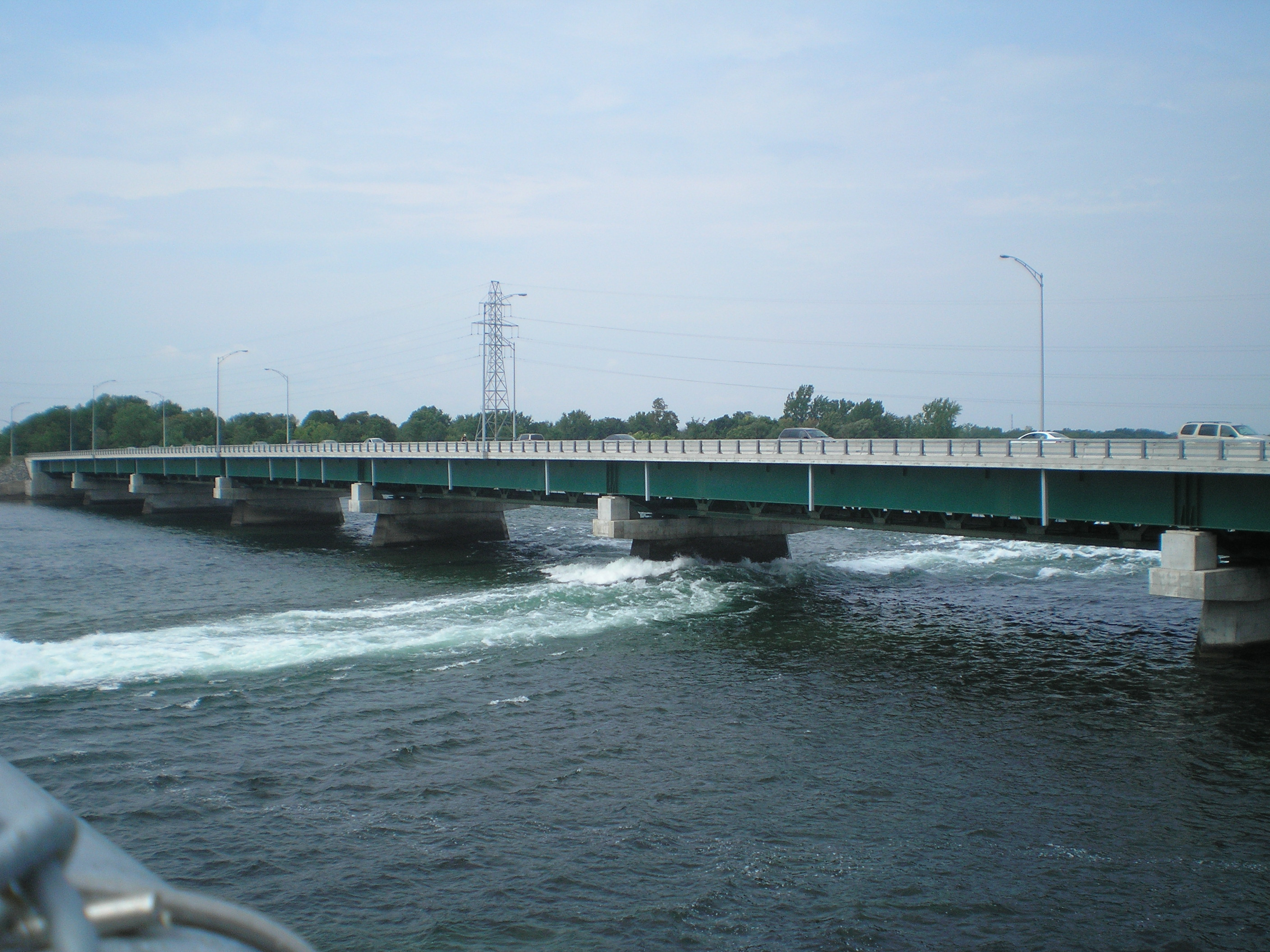
Pont Monseigneur-Langlois entre Salaberry-de-Valleyfield et Coteau-du-Lac.
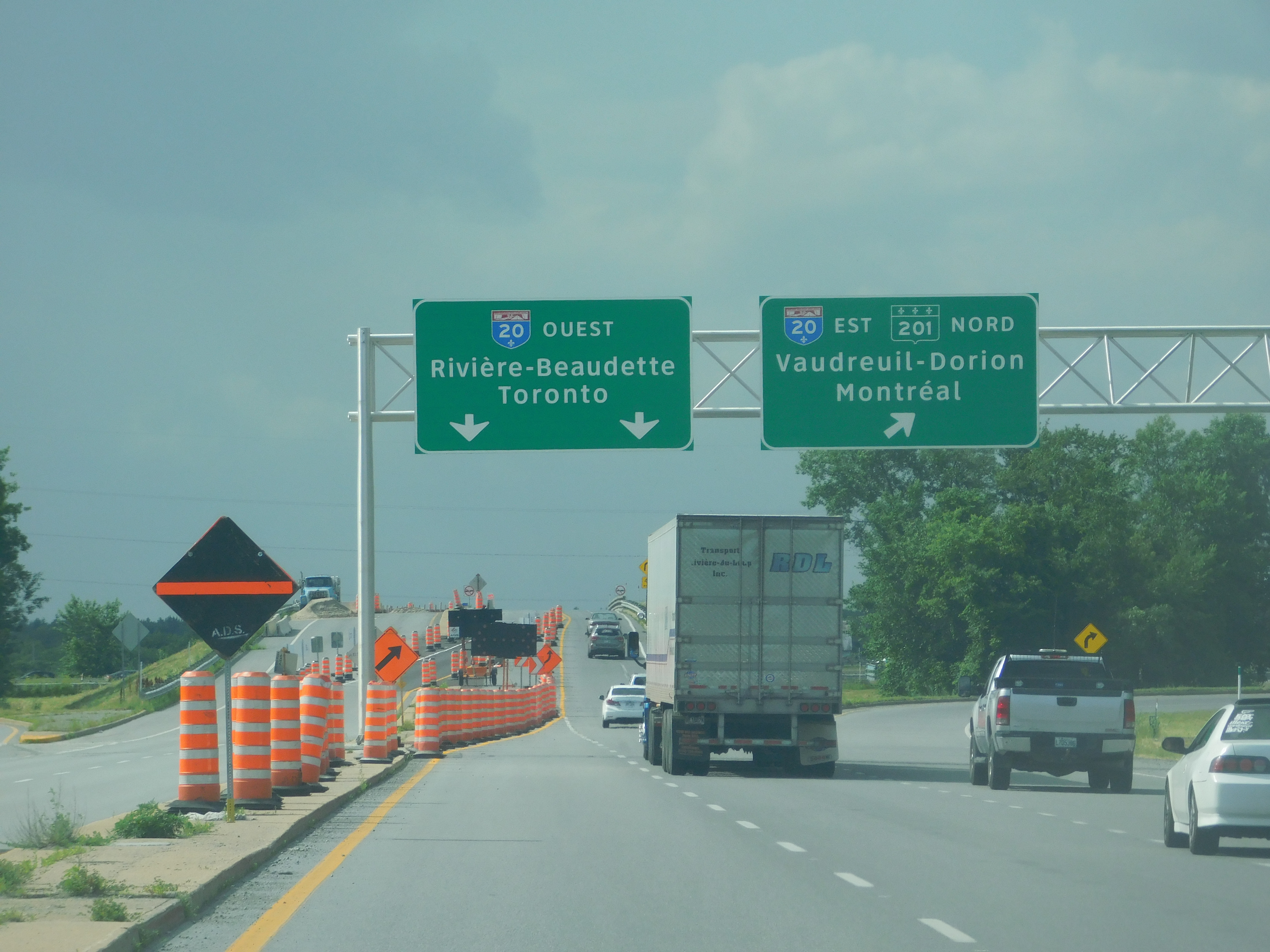
Échangeur avec l'A-20 à Coteau-du-Lac.
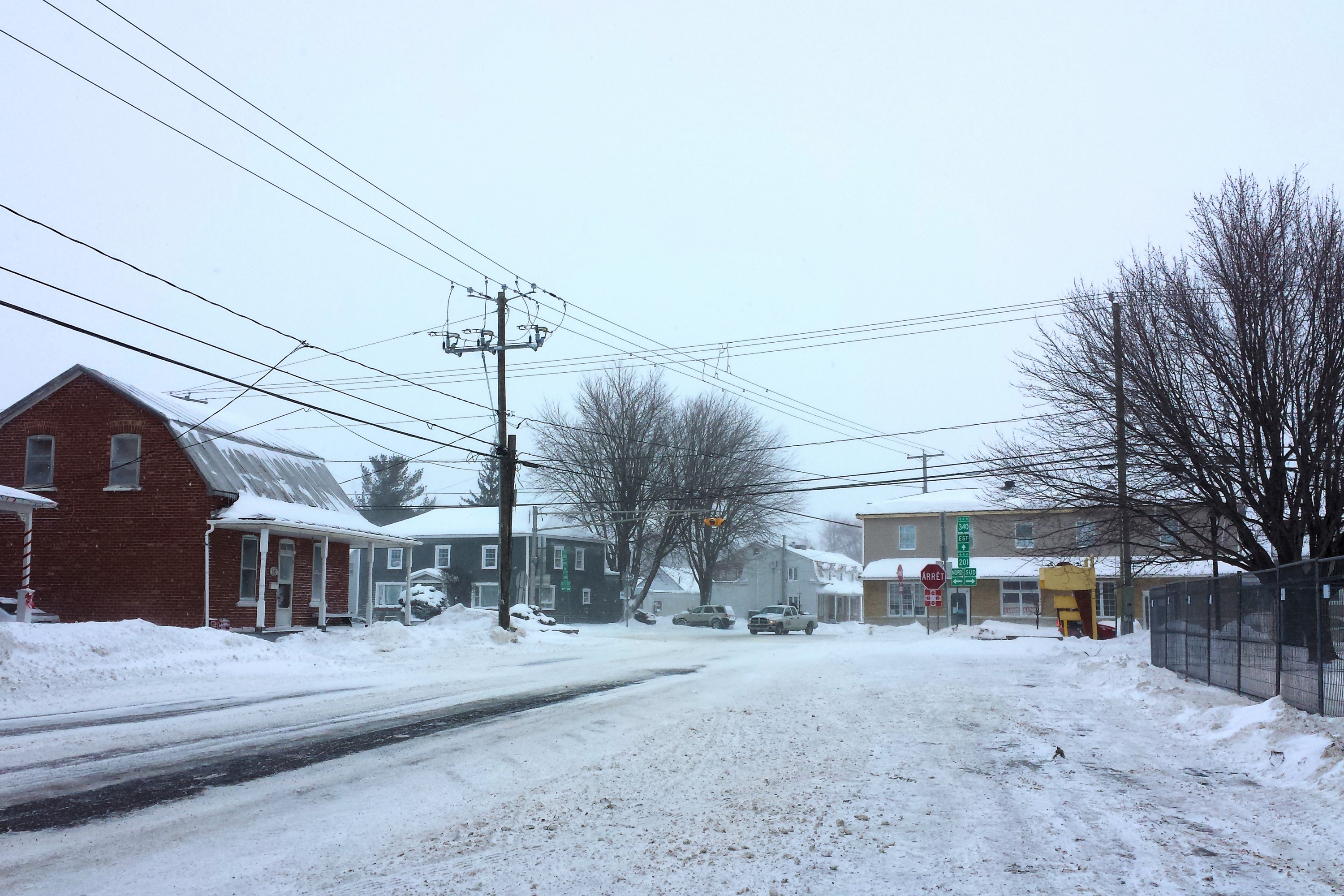
Intersection des routes 340 et 201 à Saint-Clet.

## Localités traversées (du sud au nord)
Liste des municipalités dont le territoire est traversé par la route 201, regroupées par municipalité régionale de comté.

### Montérégie
Le Haut-Saint-Laurent
- Franklin
- Ormstown

Beauharnois-Salaberry
- Saint-Stanislas-de-Kostka
- Saint-Louis-de-Gonzague
- Salaberry-de-Valleyfield

Vaudreuil-Soulanges
- Coteau-du-Lac
- Saint-Clet
- Saint-Lazare
- Sainte-Marthe
- Rigaud

## Intersections majeures
| MRC                                       | Municipalité                                             | km          | Destinations                                                                    | Notes |
| ----------------------------------------- | -------------------------------------------------------- | ----------- | ------------------------------------------------------------------------------- | --- |
| Le Haut-Saint-Laurent                     | Franklin                                                 | 0,00        | R-202 – Hemmingford, Huntingdon, New York                                       | |
| Le Haut-Saint-Laurent                     | Franklin                                                 | 2,40        | R-209 – Saint-Chrysostome, Franklin                                             | Franklin indiqué en direction sud seulement                                                                                         |
| Le Haut-Saint-Laurent                     | Ormstown                                                 | 13,60       | R-138 est – Montréal, Sainte-Martine                                            | Terminus sud du multiplex avec la R-138; Sainte-Martine indiqué en direction sud seulement                                          |
| Le Haut-Saint-Laurent                     | Ormstown                                                 | 14,80       | R-138 ouest – Huntingdon                                                        | Terminus nord du multiplex avec la R-138                                                                                            |
| Beauharnois-Salaberry                     | Limite Saint-Stanislas-de-Kostka–Saint-Louis-de-Gonzague | 23,80       | R-236 – Saint-Stanislas-de-Kostka, Saint-Louis-de-Gonzague                      | |
| Beauharnois-Salaberry                     | Saint-Stanislas-de-Kostka                                | 29,60       | R-132 ouest – Saint-Stanislas-de-Kostka, Huntingdon, Sainte-Barbe               | Terminus sud du multiplex avec la R-132; Saint-Stanislas-de-Kostka indiqué en direction sud, Sainte-Barbe indiqué en direction nord |
| Canal de Beauharnois                      | Canal de Beauharnois                                     | 30,30–31,30 | Pont Larocque                                                                   | Pont Larocque |
| Beauharnois-Salaberry                     | Salaberry-de-Valleyfield                                 | 31,60       | A-530 est vers A-30 / Chemin Larocque – Salaberry-de-Valleyfield (Centre-ville) | Terminus sud du multiplex avec l'A-530; terminus ouest de l'A-530; intersection à niveau                                            |
| Beauharnois-Salaberry                     | Salaberry-de-Valleyfield                                 | 36,50       | A-530 est vers A-30 – Vaudreuil-Dorion, Sorel-Tracy                             | Terminus nord du multiplex avec l'A-530; sortie 5 de l'A-530                                                                        |
| Beauharnois-Salaberry                     | Salaberry-de-Valleyfield                                 | 37,50       | R-132 est – Beauharnois                                                         | Terminus nord du multiplex avec la R-132                                                                                            |
| Fleuve Saint-Laurent                      | Fleuve Saint-Laurent                                     | 43,30–45,40 | Pont Monseigneur-Langlois                                                       | Pont Monseigneur-Langlois |
| Vaudreuil-Soulanges                       | Coteau-du-Lac                                            | 45,40       | Chemin du Fleuve                                                                | Sortie direction nord, entrée direction sud; échangeur                                                                              |
| Vaudreuil-Soulanges                       | Coteau-du-Lac                                            | 46,00       | R-338 – Coteau-du-Lac, Les Coteaux                                              | Échangeur |
| Vaudreuil-Soulanges                       | Coteau-du-Lac                                            | 46,90       | A-20 ouest – Rivière-Beaudette, Toronto                                         | Terminus sud du multiplex avec l'A-20; sortie 14 de l'A-20                                                                          |
| Vaudreuil-Soulanges                       | Coteau-du-Lac                                            | 49,60       | A-20 est – Montréal                                                             | Terminus nord du multiplex avec l'A-20; sortie 17 de l'A-20                                                                         |
| Vaudreuil-Soulanges                       | Saint-Clet                                               | 56,70       | R-340 – Saint-Polycarpe, Saint-Lazare                                           | |
| Vaudreuil-Soulanges                       | Rigaud                                                   | 69,40       | A-40 – Montréal, Ottawa, Gatineau                                               | Sortie 17 de l'A-40 |
| Vaudreuil-Soulanges                       | Rigaud                                                   | 69,80       | R-342 – Vaudreuil-Dorion, Rigaud                                                | |
| - Terminus de multiplex - Accès incomplet |                                                          |             |                                                                                 | |